# 莫莉·古德曼
莫莉·古德曼（英語：Molly Goodman，1993年2月19日—），澳大利亚女子赛艇运动员。她曾代表澳大利亚参加世界赛艇锦标赛，获得一枚金牌和二枚银牌。她也曾参加2016年和2020年夏季奥运会。